# Zuzana Vlasatá
Zuzana Vlasatá (* 31. března 1985) je česká novinářka a environmentalistka, od roku 2014 reportérka Deníku Referendum.

## Život
V roce 2010 ukončila studium environmentálních studií na Fakultě sociálních studií Masarykovy univerzity. Ještě během studia nastoupila v roce 2007 jako editorka v nevládním Hnutí DUHA, od podzimu 2014 je reportérkou levicového Deníku Referendum.
V roce 2017 publikovala s aktivistou a kolegou z Deníku Referendum Jakubem Patočkou knihu Žlutý baron - Skutečný plán Andreje Babiše: Zřídit stát jako firmu a oba také vystupovali v dokumentu Selský rozum, přičemž se vyjadřovali kriticky k podnikání premiéra Andreje Babiše. Kvůli prezentaci knihy (inzeráty v tisku, diskuzní turné po českých městech) před volbami do PS ČR v roce 2017 zahájil Úřad pro dohled nad hospodařením politických stran a politických hnutí na podnět Babišova hnutí ANO správní řízení, v němž úřad spolku Svoboda projevu (založenému Vlasatou a Patočkou) uložil pokutu; tu po soudním sporu v roce 2019 potvrdil také soud. V srpnu 2023 ale Nejvyšší správní soud pokutu ve výši 27 tisíc Kč zrušil; Babiš podle něj v uvedeném období ještě nebyl oficiálně kandidátem, a spolek Svoboda projevu se tak nemohl přestupku dopustit.
V rámci investigativní žurnalistiky Deníku Referendum se Vlasatá zaměřila na pochybnosti, selhání a nové skutečnosti v kauze Bečva.